# 長崎県道44号桟原小茂田線
長崎県道44号桟原小茂田線（ながさきけんどう44ごう さじきばらこもだせん）は、長崎県対馬市を通る県道（主要地方道）である。

## 概要
対馬市厳原町桟原から対馬市厳原町小茂田に至る。対馬市の下島の東西を横断する。

### 路線データ
- 起点：対馬市厳原町桟原（桟原交差点、国道382号交点）
- 終点：対馬市厳原町小茂田（長崎県道24号厳原豆酘美津島線交点）
- 総延長：18.3 km

## 歴史
大正年間に、対馬下島の東西（下県郡厳原町桟原と下県郡佐須村小茂田）を結ぶ横断道路として、上下県総町村組合（当時の対馬の総町村組合）によって事業が計画された。

### 年表
- 1920年（大正9年）- 小茂田（西側）から着工[1]。
- 1925年（大正14年）- 桟原（東側）の工事が着工[1]。
- 1932年（昭和7年）- 完成。小茂田浜から桟原の対馬中学校[注釈 1]前まで約20 kmは当時「組合道路」と呼ばれた[1]。
- 戦後 - 長崎県道に昇格[1]。
- 1993年（平成5年）5月11日 - 建設省から、県道桟原小茂田線が桟原小茂田線として主要地方道に指定される[2]。
- 2015年（平成27年）12月 - 佐須坂トンネルが完成。
- 2016年（平成28年）2月14日 - 佐須坂トンネルが開通。

それまで上見坂（かみざか）を経由し、狭く曲がりくねった山道が続き、厳原市街地から小茂田まで自動車で約40分かかっていたが、このトンネルの完成により、半分ほどに短縮された。

## 路線状況

### 道路施設

#### トンネル
- 佐須坂トンネル：延長1,867 m[注釈 2]、2015年（平成27年）12月竣工、対馬市

## 地理

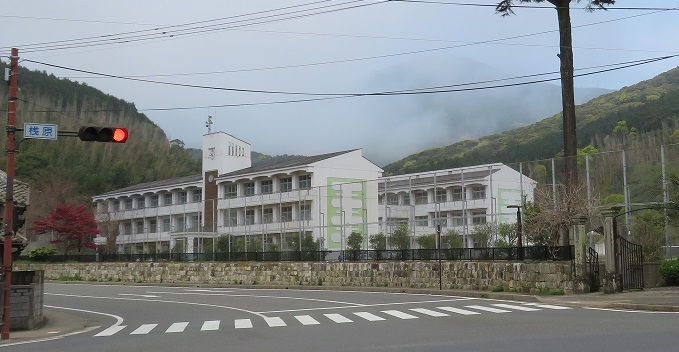
起点（桟原交差点、対馬市立厳原中学校）

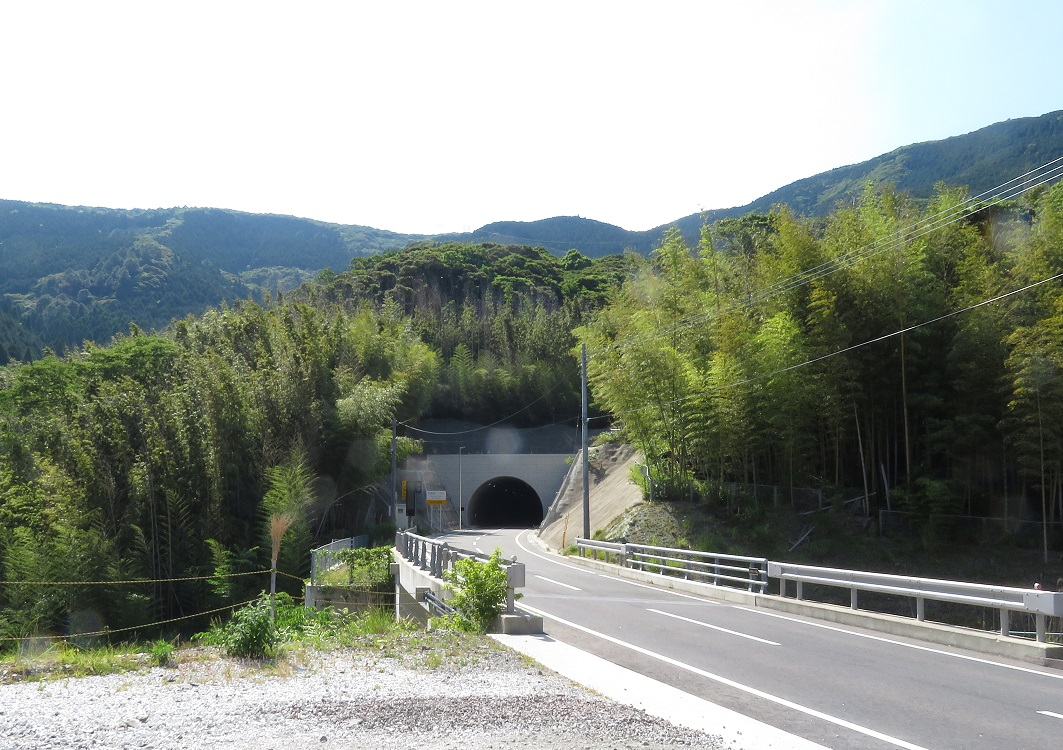
佐須坂トンネル

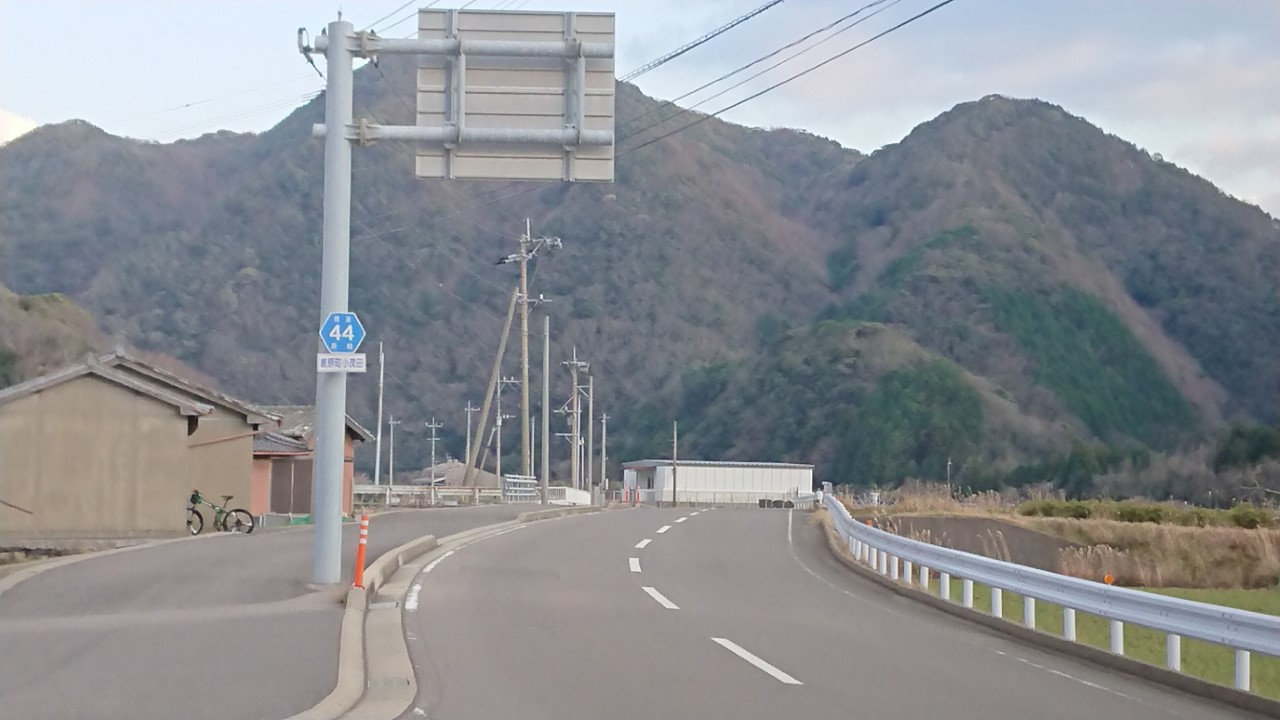
終点（小茂田）

### 通過する自治体
- 対馬市

### 交差する道路
| 国道382号                    | 厳原町桟原   | 桟原交差点 / 起点 |
| しらたけエコーライン         | 厳原町下原   |                   |
| 長崎県道24号厳原豆酘美津島線 | 厳原町小茂田 | 終点              |

### 沿線
- 対馬市立厳原中学校
- 阿須（あず）川[3]
- 対州鉱山管理事務所
- 対馬南警察署佐須警官駐在所
- 下原（しもばる）簡易郵便局
- 銀山神社
- 対馬市立金田小学校
- 小茂田郵便局
- 佐須川